# 1984年アジアラグビーフットボール大会
1984年アジアラグビーフットボール大会は1984年に福岡県で開催された第9回アジアラグビーフットボール大会。8カ国のチームが、2つのプールに分かれ、それぞれの勝者が決勝戦を行った。

## トーナメント

### プールA
| 順位 | チーム     | 試合   | 試合 | 試合 | 試合 | 得点 | 得点 | 得点   | 勝点 |
| 順位 | チーム     | 試合数 | 勝   | 分   | 負   | 得点 | 失点 | 得失点 | 勝点 |
| ---- | ---------- | ------ | ---- | ---- | ---- | ---- | ---- | ------ | ---- |
| 1    | 韓国       | 3      | 3    | 0    | 0    | 212  | 12   | 200    | 6    |
| 2    | タイ       | 3      | 1    | 1    | 1    | 27   | 116  | -89    | 3    |
| 3    | スリランカ | 3      | 1    | 0    | 2    | 26   | 90   | -64    | 2    |
| 4    | マレーシア | 3      | 0    | 1    | 2    | 36   | 83   | -47    | 1    |

| 1984年10月21日 14:10 | 韓国 | 92 - 0 | タイ | 平和台陸上競技場 レフリー: 八木宏器（日本） |
| 1984年10月21日 14:10 |      |        |      | 平和台陸上競技場 レフリー: 八木宏器（日本） |

| 1984年10月21日 15:45 | スリランカ | 14 - 12 | マレーシア | 平和台陸上競技場 レフリー: マイク・ヘイドン（香港） |
| 1984年10月21日 15:45 |            |         |            | 平和台陸上競技場 レフリー: マイク・ヘイドン（香港） |

| 1984年10月23日 11:00 | 韓国 | 51 - 6 | マレーシア | 春日競技場 レフリー: アピラクワリーヤミット（タイ） |
| 1984年10月23日 11:00 |      |        |            | 春日競技場 レフリー: アピラクワリーヤミット（タイ） |

| 1984年10月23日 12:35 | タイ | 9 - 6 | スリランカ | 春日競技場 レフリー: 許水野（台湾） |
| 1984年10月23日 12:35 |      |       |            | 春日競技場 レフリー: 許水野（台湾） |

| 1984年10月25日 14:10 | 韓国 | 69 - 6 | スリランカ | 平和台陸上競技場 レフリー: マイク・ヘイドン（香港） |
| 1984年10月25日 14:10 |      |        |            | 平和台陸上競技場 レフリー: マイク・ヘイドン（香港） |

| 1984年10月25日 15:45 | マレーシア | 18 - 18 | タイ | 平和台陸上競技場 レフリー: 元鐘天（韓国） |
| 1984年10月25日 15:45 |            |         |      | 平和台陸上競技場 レフリー: 元鐘天（韓国） |

### プールB
| 順位 | チーム               | 試合   | 試合 | 試合 | 試合 | 得点 | 得点 | 得点   | 勝点 |
| 順位 | チーム               | 試合数 | 勝   | 分   | 負   | 得点 | 失点 | 得失点 | 勝点 |
| ---- | -------------------- | ------ | ---- | ---- | ---- | ---- | ---- | ------ | ---- |
| 1    | 日本                 | 3      | 3    | 0    | 0    | 182  | 10   | 172    | 6    |
| 2    | チャイニーズタイペイ | 3      | 2    | 0    | 1    | 72   | 50   | 22     | 4    |
| 3    | 香港                 | 3      | 1    | 0    | 2    | 67   | 70   | -3     | 2    |
| 4    | シンガポール         | 3      | 0    | 0    | 3    | 12   | 203  | -191   | 0    |

| 1984年10月21日 11:00 | 日本 | 54 - 0 | 香港 | 春日競技場 レフリー: 元鐘天（韓国） |
| 1984年10月21日 11:00 |      |        |      | 春日競技場 レフリー: 元鐘天（韓国） |

| 1984年10月21日 12:35 | チャイニーズタイペイ | 55 - 3 | シンガポール | 平和台陸上競技場 レフリー: マイケル・レイ（マレーシア） |
| 1984年10月21日 12:35 |                      |        |              | 平和台陸上競技場 レフリー: マイケル・レイ（マレーシア） |

| 1984年10月23日 14:15 | 香港 | 64 - 3 | シンガポール | 春日競技場 レフリー: T・アミット（スリランカ） |
| 1984年10月23日 14:15 |      |        |              | 春日競技場 レフリー: T・アミット（スリランカ） |

| 1984年10月23日 15:55 | 日本 | 44 - 4 | チャイニーズタイペイ | 春日競技場 レフリー: アンソニー・ティスーンファ（シンガポール） |
| 1984年10月23日 15:55 |      |        |                      | 春日競技場 レフリー: アンソニー・ティスーンファ（シンガポール） |

| 1984年10月25日 11:00 | チャイニーズタイペイ | 13 - 3 | 香港 | 平和台陸上競技場 レフリー: 八木宏器（日本） |
| 1984年10月25日 11:00 |                      |        |      | 平和台陸上競技場 レフリー: 八木宏器（日本） |

| 1984年10月25日 12:35 | 日本 | 84 - 6 | シンガポール | 平和台陸上競技場 レフリー: 許水野（台湾） |
| 1984年10月25日 12:35 |      |        |              | 平和台陸上競技場 レフリー: 許水野（台湾） |

## 順位決定戦

### 3位決定戦
| 1984年10月27日 12:30 | チャイニーズタイペイ | 30 - 3 | タイ | 春日競技場 レフリー: 元鐘天（韓国） |
| 1984年10月27日 12:30 |                      |        |      | 春日競技場 レフリー: 元鐘天（韓国） |

### 決勝戦
| 1984年10月27日 14:13 | 日本 | 20 - 13 | 韓国 | 春日競技場 レフリー: マイク・ヘイドン（香港） |
| 1984年10月27日 14:13 |      |         |      | 春日競技場 レフリー: マイク・ヘイドン（香港） |